# Lifelover
Lifelover (с англ. — «Жизнелюб») — шведская музыкальная группа, основанная в 2005 году и исполнявшая депрессивно-суицидальный блэк-метал с сильным уклоном в сторону психоделического рока. Распалась в сентябре 2011 года после смерти одного из своих основателей.

## История
Коллектив был основан в Стокгольме в 2005 году двумя музыкантами, скрывшимися под псевдонимами () и B. В июне того же года группа сделала свою первую демозапись, а спустя некоторое время начала работу над дебютным альбомом.
Первый студийный альбом Lifelover Pulver был записан весной 2006 года и вышел на лейбле Goatowarex. Раннее творчество группы характеризовалось нарочитой хаотичностью структуры композиций, использованием эмбиентных вставок и сочетанием различных типов вокала — скриминга, чистого пения и невнятного бормотания. Дебютный диск привлёк к коллективу внимание музыкальных критиков и позволил им назвать Lifelover одной из наиболее перспективных команд, работающих в жанре суицидального блэк-метала.
В 2007 году был издан второй альбом группы, названный Erotik, а состав коллектива пополнился новыми участниками — бас-гитаристом Fix и ударником S.. После некоторых изменений в составе Lifelover дали свой первый концерт в Стокгольме 28 сентября 2008 года. Это выступление предваряло выход третьего студийного альбома группы, который получил название Konkurs; его релиз состоялся в октябре того же года на лейбле Avantgarde Music. На этих альбомах звучание Lifelover стало более экспериментальным: композиции сделались менее агрессивными, скриминг отошёл на задний план, уступив место преимущественно чистому вокалу. Сами участники группы охарактеризовали стиль этих дисков как «депрессивный рок».
В 2009 году музыканты записали MCD Dekadens и впервые выступили за рубежом, дав концерты в Германии, Норвегии и Нидерландах. 14 февраля 2011 года вышел их четвёртый альбом Sjukdom, привлёкший к себе значительное внимание музыкальных критиков и получивший преимущественно положительные отзывы. Немногим позднее к коллективу присоединился новый участник — ударник, выступающий под псевдонимом Kral.
11 сентября 2011 года участники группы сообщили на официальной странице коллектива в сети Facebook, что один из основателей Lifelover, Юнас Бергквист, известный как B., скончался (вероятно, от передозировки бензодиазепинов), в результате чего группа официально прекратила своё существование. 17 сентября в
Вильнюсе состоялся прощальный концерт Lifelover, посвящённый памяти B.

## Стиль, истоки, влияние
Творчество Lifelover крайне экспериментально и сочетает черты депрессивно-суицидального блэк-метала с отдельными элементами, характерными для других метал-жанров. В композициях используются разного рода сэмплы, создающие впечатление некоего «безумия», а также болезненный, «сумасшедший» вокал. Последний альбом коллектива Sjukdom отличает возвращение к тяжёлому и агрессивному звучанию. Тематика текстов, написанных на шведском и английском языках, связана преимущественно с депрессией, двойственными эмоциями и саморазрушением личности.
По мнению музыкальных критиков, на творчество Lifelover оказали влияние такие группы, как Bethlehem, Shining, Silencer и Katatonia.

## Название группы
Название Lifelover произошло от того, когда Юнас «B» Бергквист был назван «жизнелюбом» человеком, которого он ненавидел. Он назвал группу «Lifelover», имея в виду, что люди могут «называть нас как угодно». Бывший барабанщик Джоэл «Non» Мальмен прибавил к этому — «Мы все являемся любителями жизни в нашем собственном смысле; нашего собственного мироощущения».

## Дискография

### Студийные альбомы
- 2006 — Pulver
- 2007 — Erotik
- 2008 — Konkurs
- 2011 — Sjukdom

### MCD и EP
- 2009 — Dekadens

### Демо
- 2005 — Promo 2005